# ヴィルジニア・ラッジ
ヴィルジニア・エレーナ・ラッジ（イタリア語: Virginia Elena Raggi、1978年7月18日 - ）は、イタリアの政治家。第34代ローマ市長（2016年 - 2021年）を務めた。

## 経歴

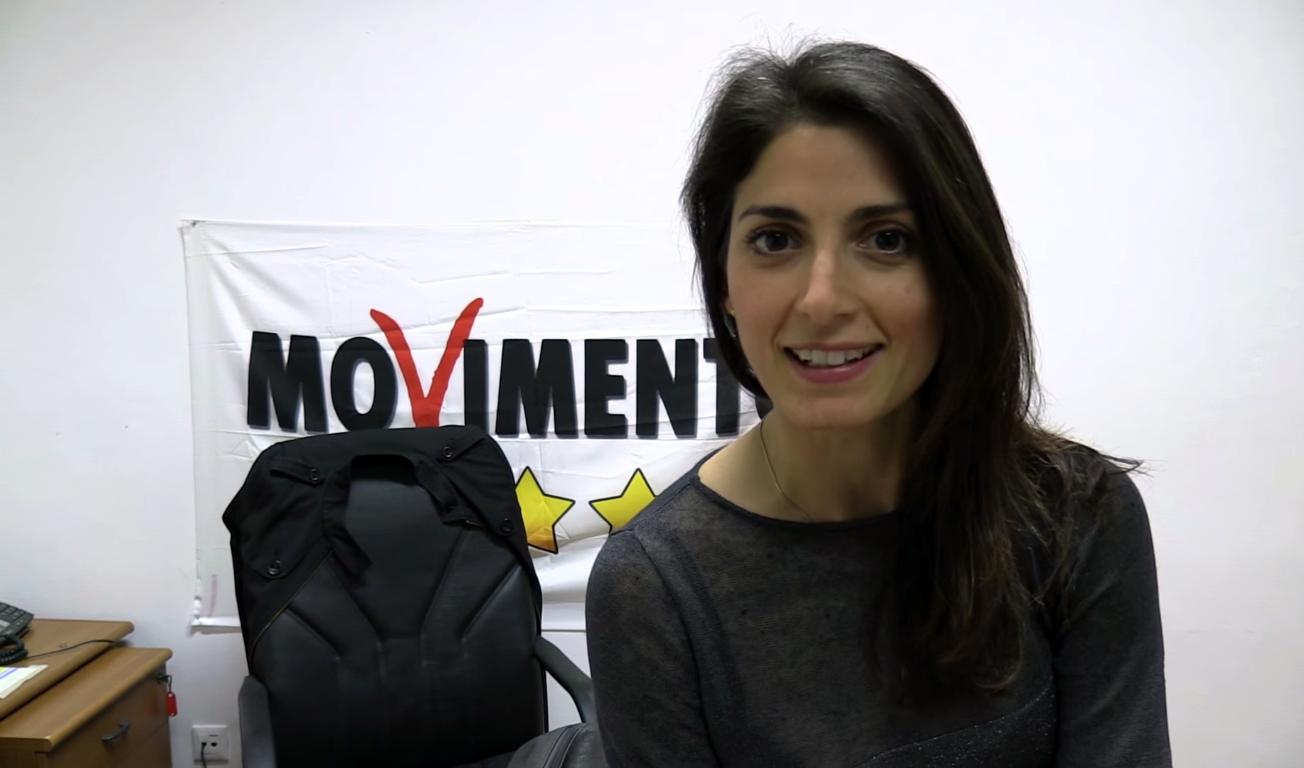
M5Sの旗とラッジ（2016年）

### 生い立ち
1978年7月18日に首都ローマの第9地区に誕生する。ローマ第3大学で法学を学び、司法と民法を専攻して卒業した。弁護士として開業していたが、やがてベッペ・グリッロが旗揚げしたインターネット政党の『五つ星運動』（Movimento 5 Stelle、M5S）と関わる様になった。2009年にM5Sの政治家だった男性と結婚し、2011年からは自らもローマ第13地区の支部に所属した。
2013年ローマ市議会・市長選挙でM5Sから出馬して市会議員に当選、政治家に転じた。

### 市政
2016年6月20日、2016年ローマ市議会・市長選挙に市長候補としてM5Sから立候補し、一次投票で35.26%を得票して第1位となった。決選投票では与党のイタリア民主党が擁立した第2位候補のロベルト・ジャケッティと争い、67.15%を得票して圧勝した。ローマ市で初の女性市長として、蔓延する汚職の一掃などを公約している。

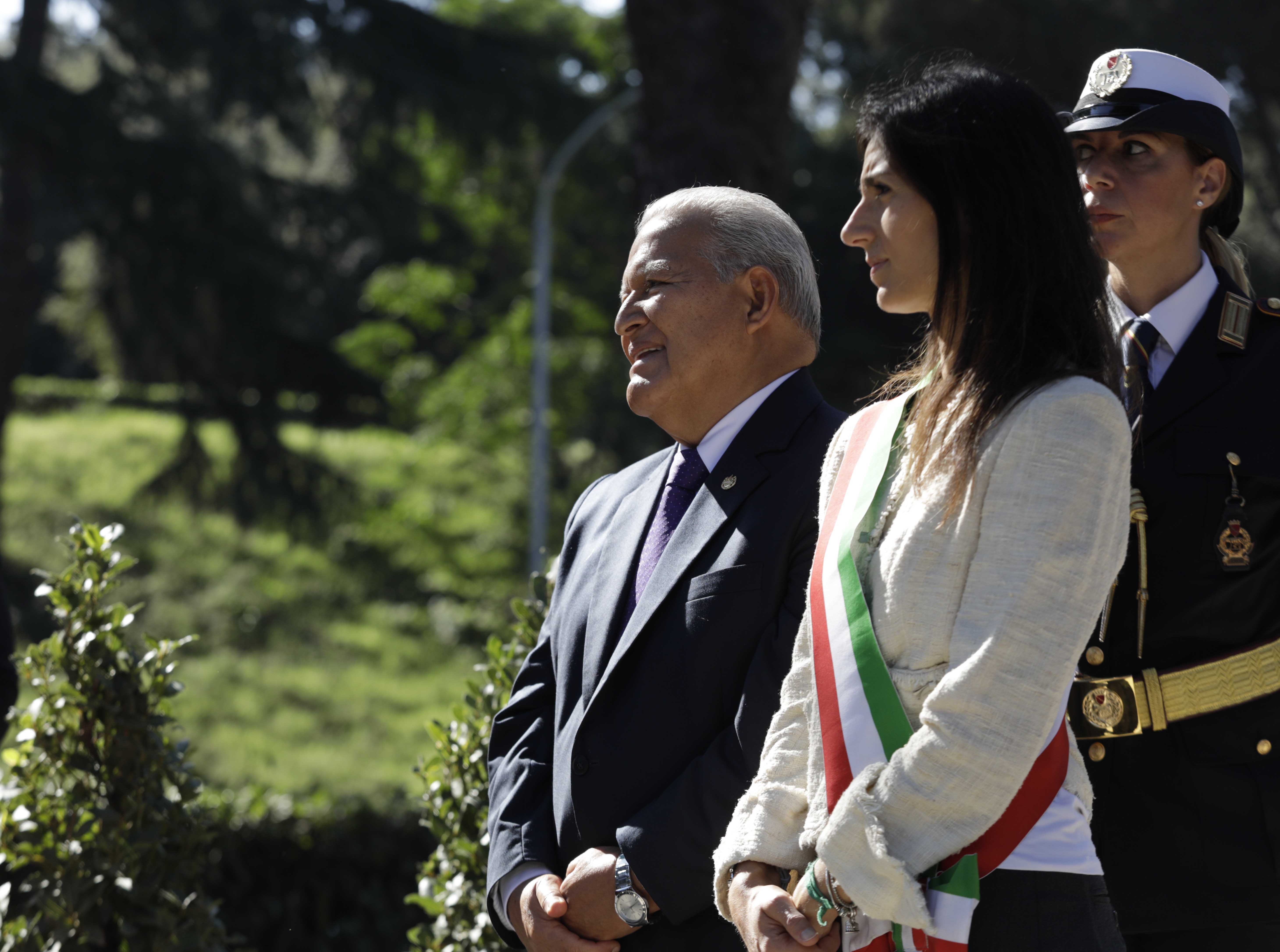
式典に出席するラッジ（2018年）

2016年、市長就任直後にローマ市が2024年オリンピックの開催都市に立候補していたのを取り下げ、フランスのパリ市に開催権を譲った。その際にラッジは「130億ユーロの借金をしてまで砂漠に聖堂を作るべきではありません」と発言して、財政出動に消極的である事を示した。1960年のローマオリンピック以来となる首都への大規模な公共投資は行われず、既に決まっていた約56億ユーロの大型投資（イタリア政府が32億2000万ユーロ、IOCが15億ユーロ、投資家が9億1000万ユーロ）も白紙となった。ローマ第2大学の試算ではオリンピック開催で約62億ユーロの増収が見込まれ、更に4万名の雇用機会が望めていたとされる。
2017年2月、ラッジの人事に対して2件の不正が取り沙汰され、警察の捜査対象となった。報道によれば市長の職権を乱用して自身の親族が高給を得られる様に働きかけた疑惑が持たれている。同年末にラッジはM5Sの政治腐敗を防ぐ為の内部規則に従い、2021年の任期終了後に市長へ再立候補しない事を約束した。他のM5Sの政治家と同じく清新さを期待されていたラッジの市政は早くも市民から失望され、世論調査での市民支持率は44%に低下していた。
2018年、ラッジ市政下で行政サービスが悪化したとの報告が相次いだ。特に公共交通機関と廃棄物処理についての不満が多かったという。前者については2017年1月以降、市整備予算の不足から30台以上の市営バスが火災事故を起こしていた。あまりにも急激に頻発する様になった事から、ラッジの市長当選以降は「誰も市営バスの火災でテロを疑わない」と冗談の対象にされていた。また、市営バスのサービスを補う為に市営の路線へ民間企業の参入を求める署名が展開された。廃棄物処理については回収作業が3週間に1回程度に減少し、ラッジ市政下ではナポリと同様に市街地にゴミが積み上がる状態になっていた。街中には害虫・ネズミ・カラス・カモメが溢れ帰り、山から下りてきたイノシシまでエサを目当てに出没しているという情報もあった。
母校のローマ第3大学で2018年に実施された主要都市の生活水準に関する調査において、ローマ市は2017年の67位から85位に悪化している。
2021年ローマ市議会・市長選挙にも五つ星運動の公認候補として立候補したが落選し、1期で退任した。